# Luis Augusto Dubuc
Luis Augusto Dubuc Araujo (Trujillo, 1918) fue un político venezolano, miembro fundador del partido Acción Democrática (AD), del cual fue secretario general y uno de los líderes de la resistencia tras el golpe de Estado de 1948. Tras el regreso a la democracia ejerció como diputado y presidente del Congreso, así como ministro de Relaciones Interiores en la segunda presidencia de Rómulo Betancourt entre 1959 y 1962.

## Biografía

### Formación académica
Dubuc nació en Trujillo el 9 de marzo de 1918. Estudió primaria en la Escuela Cristóbal Mendoza, secundaria en el Colegio Federal de Varones y estudió derecho en la Universidad Central de Venezuela (UCV), graduándose como doctor en Ciencias Políticas.

### Secretario General de AD
Dubuc perteneció al partido Partido Democrático Nacional (PDN) y después fue uno de los miembros fundadores de Acción Democrática, donde formó parte del comité encargado de redactar la constitución de 1947 y anunció la decisión del partido de declinar una coalición electoral con el Partido Comunista (PCV) para las elecciones presidenciales de ese año, desempeñándose como secretario general de AD durante el gobierno de Rómulo Gallegos tras su victoria.
Tras el golpe de Estado de 1948 contra Gallegos y el escape hacia el exilio del presidente de AD, Rómulo Betancourt, Dubuc quedó a cargo del partido, ahora en clandestinidad.
Como líder de la resistencia encargó al editor José Agustín Catalá redactar y publicar folletines políticos, declarando en uno de estos:

Nuestro partido declara ante la nación, que desde esta misma fecha inicia su labor política de carácter clandestino, encaminada a organizar la vanguardia combativa del pueblo para recuperar las libertades públicas y el régimen de soberanía política hoy usurpado (…) Nada podrá detenernos, ni nada nos hará vacilar en la hora de cumplirle a Venezuela los sagrados compromisos que con ella hemos contraído (…) Acción Democrática inicia hoy su terca lucha de resistencia clandestina, hasta obtener para Venezuela un régimen de libertades, dignidad política, honestidad administrativa y decencia pública

### Arrestos y exilios
Dubuc fue apresado por la dictadura militar el 18 de enero de 1949 y confinado en la Penitenciaría de San Juan de los Morros hasta septiembre de ese año, cuando fue desterrado hacia México, regresando a su país en 1950, donde volvió a ser arrestado en abril de ese mismo año, hasta que fue expulsado del país una vez más el 11 de marzo de 1955, en esta ocasión a Costa Rica. Raúl Leoni, secretario general del Comité Coordinador, lo propuso entonces como su reemplazo, cargo que desempeñó a partir del 27 de septiembre de ese año por órdenes de Betancourt.

### Diputado y Ministro de Relaciones Interiores
Tras la caída de Marcos Pérez Jiménez, Dubuc se lanzó como diputado al Congreso en las elecciones del 7 de diciembre de 1958, donde resultó electo. El presidente Rómulo Betancourt lo nombró ministro de Relaciones Interiores entre 1959 y 1962, refrendando la constitución de 1961 y siendo reemplazado por Carlos Andrés Pérez. Desde este cargo avaló la suspensión de garantías constitucionales aprobada por Leoni el 23 de enero de 1961, argumentando que el Partido Comunista y el Movimiento de Izquierda Revolucionaria (MIR) estaban fomentando la insurrección revolucionaria.
Tras esto, regresó al Congreso donde ejerció como diputado hasta el final de su mandato constitucional.

### Presidente del Congreso
Posteriormente Luis Augusto Dubuc fue senador, ejerciendo como presidente del Congreso.

## Vida personal
Estuvo casado con María Edilia Bottaro, con quien tuvo dos hijas. La menor de ellas falleció mientras él ejercía como ministro en 1962, asfixiada por monóxido de carbono en un vehículo gubernamental, en un viaje familiar con su madre y su hermana a Mérida, tras quedar encendida la calefacción.